# Арьируполис
Аргиру́полис (греч. Αργυρούπολις ή Αργυρούπολη) — город в Греции, южный пригород Афин. Расположен на Афинской равнине на высоте 50 метров над уровнем моря, в 9 километрах к юго-востоку от центра Афины, площади Омониас, и в 17 километрах к юго-западу от международного аэропорта «Элефтериос Венизелос» у подножия Имитоса. Административный центр общины (дима) Элиникон-Аргируполис в периферийной единице Южных Афинах в периферии Аттике. Население 34 097 жителей по переписи 2011 года. Площадь 8,228 квадратного километра.
До 1962 года (ΦΕΚ 9Α) назывался Неа-Аргируполис (Νέα Αργυρούπολις).

## История
Город был основан понтийцами, бежавшими из Аргируполиса в Понте (ныне Гюмюшхане) после малоазийской катастрофы и греко-турецкого обмена населением.
Изначально беженцев поселили в лагере Скопефтирио (Σκοπευτηρίο, «стрельбище») в Калитее. В 1926—1928 году 39 семей были расселены на территории 30 гектаров в Трахонесе, принадлежавшей Мариносу Еруланосу и национализированной премьером Александроса Заимиса и министром социального обеспечения Михаилом Киркосом по закону 1927 года. Территория в то время представляла собой глушь, не существовало еще проспекта Вулиагменис, не было электричества и телефона, ближайшие пункты связи были в Палеон-Фалироне и в районе храма святого Иоанна Крестителя Кинигу, где в 2000 году открыта станция метро «Айос-Иоанис».
В 1932 году открыт первый, ныне кафедральный храм Святой Варвары, покровительницы города. В 1933 году открыта начальная школа.
В 1937—1938 годах начато строительство дороги в Глифаду, ставшей проспектом Вулиагменис и давшей импульс городу. В 1940 году во время Второй мировой войны Арьируполис пострадал из-за близости с аэродромом «Элиникон». В 1944 году начато строительство жилых домов и объектов инфраструктуры в Арьируполисе и Каламакионе (ныне Алимос). В 1949 году создано сообщество Арьируполис с 425 жителями. В 1951 году проведена телефонная линия, к которой к 1953 году завершено подключение жилых домов. В 1952 году в Арьируполисе появилось уличное освещение, в 1954 году — водопровод. В 1957 году население достигает 4025 жителей и деревня становится городом. В 1972 году сообщество становится общиной (димом).

## Транспорт
Аргируполис пересекает проспект Вулиагменис (национальная дорога 80) и проспект Кипру (Λεωφόρος Κύπρου). Аргируполис обслуживает станция Линии 2 афинского метрополитена «Аргируполи».

## Население
| Год  | Население, человек |
| ---- | ------------------ |
| 1949 | 425                |
| 1957 | 4025               |
| 1991 | 32 258             |
| 2001 | 35 076             |
| 2011 | ↘ 34 097           |